# Plogging
Plogging er en kombination af jogging og opsamling af skrald og affald (svensk: plocka). Det begyndte som en organiseret aktivitet i Sverige omkring 2016 og spredte sig til andre lande i 2018 i takt med et øget fokus og større bevidsthed om plastforurening. Som motionsform tilbyder den en variation af kropsbevægelser ved at tilføje bøj, squatting og stræk til den primære aktivet, løb.
Forfatteren David Sedaris kombinere opsamling af affald med træning i Parham, Coldwaltham og Storrington i West Sussex, hvor han taget op mod 60.000 skridt om dagen i jagten på lokal skrald. Han var så effektiv i at holde nablaget rent, at de lokalye myndigheder opkaldt en skraldebil efter ham. Lord Lieutenant of West Sussex, Susan Pyper, udtalte at "Mærket på bilen en meget passende måde at sige et stort 'tak' til David for hans utrættelige indsats... han er virkelig en lokal helt."
Erik Ahlström startede plogging i den svenske hovedstad, Stockholm, da han flyttede dertil fra Åre. Ha oprettede hjemmesiden Plogga til at organisere aktiviteterne og få flere frivillige.
Keep America Beautiful er en organisation der promoverer plogging to medlemmerne, og her har man fundet ud af, at nogle allerede kombinerede motion med oprydning og indsamling af affald som bl.a. Trashercize i Tennessee.